# Margarita Štărkelova
Margarita Štărkelova (in bulgaro Маргарита Щъркелова?; Sofia, 5 luglio 1951 – Sofia, 16 gennaio 2025) è stata una cestista bulgara.

## Carriera
Con la Bulgaria disputò i Giochi olimpici di Montréal 1976 e tre edizioni dei Campionati europei (1970, 1972, 1976).